# Gombos Katalin
Gombos Katalin (Hódmezővásárhely, 1929. február 12. – Budapest, 2012. november 6.) magyar színésznő, érdemes művész, Sinkovits Imre felesége, Sinkovits-Vitay András és Sinkovits Mariann édesanyja.

## Életpályája

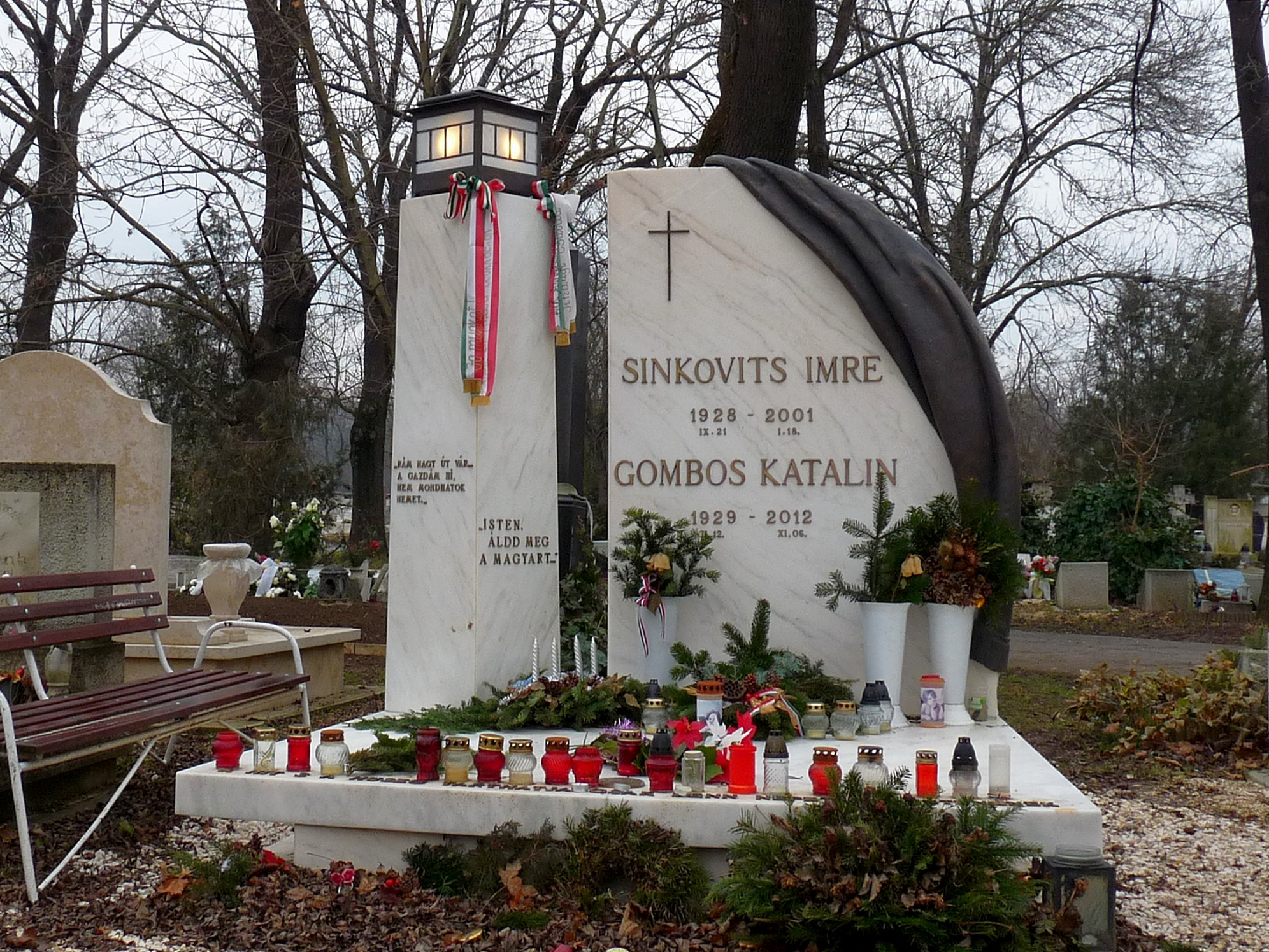
Nyughelye az Óbudai temetőben, férje, Sinkovits Imre, a nemzet színésze sírjában

Szülei kereskedelmi iskolába járatták, de ő a színészethez vonzódott. Gyerekkorát, amikor csak tehette a szemközti moziban, a filmek és színészek megismerésével töltötte. A város vezetői, de még az iskola igazgatója is a színészetre biztatták őt – és szüleit. 1945 februárjától rendszeresen játszott a hódmezővásárhelyi Fekete Sas szállóban, így nyáron maga Somlay Artúr – aki együtt játszásaik, rendezései, irodalmi matinéi révén az elkövetkező egy évben nagy hatást gyakorolt rá – és Várhelyi Endre a hódmezővásárhelyi nyári színkör – vagy ahogy a népnyelvben élt, a népkerti faszínház, melynek addig az évig nem volt saját társulata – vezetője mentek el otthonába, hogy megkérjék szüleit, adjanak neki szabad utat a színpadhoz. Augusztus 18-án már Frantz Funck-Brentano és André de Lorde Aranykalitka című operettjének primadonnájaként lépett színpadra. Várhelyi társulata teremtette meg az alapját az 1945. november 10-én Osváth Béla vezetésével létrejött Hódmezővásárhelyi Színjátszó Társaságnak (később: Hódmezővásárhelyi Városi Színház), melynek Gombos Katalin is tagja lett, de a munka közben a tanulmányait is be kellett fejeznie. 1946 nyarán Lehotay Árpád már a szegedi színházhoz akarta szerződtetni, de nem fogadta el. Országjárásra indult.
1950-ben Budapestre került. Az Ifjúsági Színházban (1954-től Petőfi Színház) – és annak kamarájában, a Jókai Színházban – játszott. Az Apák ifjúsága című darabban a még főiskolásként ösztöndíjas Sinkovits Imre partnere lett. Megszerették egymást, 1951-ben házasságot kötöttek. Két gyermekük született: Sinkovits-Vitay András és Sinkovits Mariann. Mindketten színészek lettek.
A színház színésze, főrendezője és pedagógusaként Apáthi Imre a mellett, hogy összetartotta a társulatot, megszervezte – kötelezően – a főiskolai diploma megszerzését is. Gombos Katalin így 1954-ben diplomázott a Színház- és Filmművészeti Főiskola ún. színházakhoz kihelyezett tagozatának keretében. Az e színháznál töltött évei alatt ismerkedett meg Várkonyi Zoltánnal és az akkor induló fiatal Vámos Lászlóval is.
1956–1957 között a Vidám Színpad tagja volt, melynek kamaraszínpadán, a Kis Színpadon is játszott. 1957 őszén a Fővárosi Operettszínházhoz szerződött, ahol annak kamaraszínházában, a Blaha Lujza Színházban játszott. Október 23-án gyertyát gyújtott és egy csokor virágot helyezett az asztalra az öltözőjében, illetve a Rókus kápolnánál (Budapest VIII. kerülete), emlékezve az elhunytakra. Feljelentették. 1958 januárjában már kilakoltatás előtt állt, tavaszra minisztériumi ügy lett belőle, de ekkor Ladányi Ferenc kiállt mellette, így 1958-tól a Madách Színház tagja lehetett. Harminchárom évet töltött ott. Ötven színpadon töltött év után 1995 őszén visszavonult.
Játszott filmekben és sokat rádiózott is. Férjével a 60-as évektől önálló irodalmi, költői estekkel járták az országot, Európát, de még Amerikába is eljutottak: Illyés Gyula, Keresztúry Dezső, de összeállított egy kétórás darabot is, amely a Petőfi család sorsát követte végig kezdve a nagyszülőktől, Zoltán haláláig. Ő szerkesztette Sinkovits Imre Rendületlenül című kazetta-és CD-lemezét.
Hosszan tartó betegség után 2012. november 6-án hunyt el. Az Óbudai temetőben, férjével Sinkovits Imrével közös sírban nyugszik.

## Színpadi szerepei
A Színházi adattárban regisztrált bemutatóinak száma: 83; ugyanitt negyvennégy színházi felvételen is látható.
- Madách Imre: Az ember tragédiája....Hippia, Heléna
- William Shakespeare: Tévedések vígjátéka....Emília
- George Bernard Shaw: Tanner John házassága....Violet
- Molière: Az úrhatnám polgár....Nicole
- Innocent Vincze Ernő–Kállai István: Tavaszi keringő....Éva
- Tóth Miklós: Párizsban szép a nyár....Ludmilla
- Bay Gyula: Konok emberek....Éva
- Tennessee Williams: Tetovált rózsa....Estelle Hohengarten
- Szomory Dezső: Hermelin....Sz. Hárfás Giza
- Sinkovits Imre, Gombos Katalin, Vitai Ildikó estje (1976-gyulai Várszínház)
- Illyés Gyula: Homokzsák, avagy nevetni könnyebb....Irén
- Makszim Gorkij: Nyaralók....Marja Lvovna, orvosnő
- Németh László: Széchenyi....Crescentia, Széchenyi felesége
- Szabó Magda: Régimódi történet....Stillmungus Mária Margit
- George Bernard Shaw: Pygmalion....Eynsfordné
- Friedrich Dürrenmatt: A baleset....Emma Pracht
- Bernard Slade: Jutalomjáték....Maggie Stratton
- Arthur Miller: A salemi boszorkányok....Ann Putnam
- Csongrádi Kata: Sissy és én....Ferenczy Ida
- Füst Milán: IV. Henrik király....Mathildis, egy sváblány
- Federico García Lorca: Yerma....Második fiatalasszony
- Federico Garcia Lorca: Bernarda Alba háza....Prudencia
- Németh Ákos: Lili Hofberg....A francia követ felesége
- Margarita Alige: Zója....Klava
- Arkagyij Petrovics Gajdar: Timur és csapata....Timur
- Anatolij Szurov: Sérelem....Násztya
- Emil Koralov: Sorsdöntő napok....Dimka
- Heltai Jenő: Szépek szépe....Hamupipőke
- Hella Wuolijaki: Puntila....Patikuskisasszony
- Sanzon a divat
- Bródy Sándor: A medikus....Borcsa
- Kisfaludy Károly: A kérők....Lidi
- Klasszikus magyar kabaré
- Davidszon: Harmadévesek....Katja
- Alfred de Musset: Lorenzaccio....Caterina Ginori
- Bertolt Brecht: Kaukázusi krétakör....Dajka
- Szép Ernő: Vőlegény....Nusi, táncosnő
- Sztanyiszlavszkij emlékest (1963)
- Vera Fjodorovna Panova: Búcsú a fehér éjszakától....Zsanna
- Peter Karvas: Éjféli mise....Katka
- Pierre Aristyde Bréal: Tíz kiló arany....Edmée
- Caragiale: Farsang....Didina
- Áprily Lajos: Idahegyi pásztorok....Oinone
- Manfred Richter: Az isten szigete....Mária
- Leonyid Szolovjev–Viktor Vitkovics: Naszreddin kalandjai....Güldzsán, Nijáz leánya
- Heltai Jenő: Az interjú....Az unoka
- Molnár Ferenc: Előjáték Lear királyhoz....Helén
- Erich Maria Remarque: Az utolsó állomás....Grete
- Georg Büchner: Danton halála....Adelaide
- William Shakespeare: Ahogy tetszik....Phoebe, pásztorlány
- Ivan Szergejevics Turgenyev: Egy hónap falun....Lizaveta, társalkodónő
- Sarkadi Imre: Oszlopos Simeon....Feleség
- William Shakespeare: Szentivánéji álom....Hippolyta
- Szép Ernő: Kávécsarnok....Egy kisasszony
- Anatole France: A néma asszony....Alizon, cseléd
- Molnár Ferenc: Marsall....Edit
- Molnár Ferenc: Az ibolya....Márkus kisasszony
- Szép Ernő: Lila ákác....Arany Hédy, táncosnő
- Gyurkovics Tibor: Estére meghalsz....Klára
- Illés Endre: Törtetők....Eördögh Ilona
- Sarkadi Imre: A próféta....Mohameda
- Ljubimova: Hólabda....John
- Örsi Ferenc: Fekete ventillátor....A merénylő
- Beaumarchais: Figaro házassága avagy: Egy bolond nap....Zsuzsi
- Augustine Moreto y Cabana: Donna Diána....Floretta, a hercegnő komornája
- Török Tamás: Az eltüsszentett birodalom....Királylány
- Dihovicsnij–Szlobodszkoj: De nehéz a feltámadás....Olga
- Molnár Ferenc: A doktor úr....Lenke
- Nyikolaj Osztrovszkij: Az acélt megedzik....Liza
- Borisz Gorbatov: Az apák ifjúsága....Nyura
- Móricz Zsigmond: Groteszk....Az asztalosné
- Polgár András: A szembesítés eredménytelen....Veszelits Ferencné
- Szép Ernő: Vőlegény....Sári, táncosnő a Casinóból
- Keresztury Dezső: Nehéz méltóság....Zsófia, Zrínyi felesége
- Babay József: Három szegény szabólegény....Selyem Péter

## Filmjei

### Játékfilmek
- Éjfélkor (1957)
- Iszony (1965)
- Az özvegy és a százados (1967)
- Változó felhőzet (1967)
- Alfa Rómeó és Júlia (1968)

### Tévéfilmek
- Kira Georgievna (1968)
- Férfiak mesélik (1972)

Keménykalap és krumpliorr 1–4. (1974) 
- Felelet 1-8. (1975)
- A peleskei nótárius (1975)
- Galilei (1977)
- A bunker 1-3. (1978)
- A Sipsirica 1-2. (1980)
- Petőfi 1-6. (1981)
- A tönk meg a széle (1982)
- Kaviár és lencse (1985)
- Földi kacaj (1986)

## Szinkron munkái
- Gulliver Liliputban (Gulliver's Travels) [1939]
- A tanító (Uchitel) [1939]
- Szivárvány (Raduga) [1943] .... Puszja (Nina Alisova)
- Szép remények (Great Expectations) [1946] .... Estella (Valerie Hobson)
- Expressz-szerelem (Poyezd idyot na vostok) [1947] .... Szokolova (Lidiya Dranovskaya)
- Bátor emberek (Smelye lyudi) [1950] .... Nadezda Petrovna `Nádja` Voronova (Tamara Chernova)
- Hamupipőke (Cinderella) [1950] .... Anasztázia
- A Zsurbin-család (Bolshaya semya) [1954]
- Az élet tanulsága (Urok zhizni) [1955] .... Natasa (Valentina Kalinina)
- Halló, itt Gabriella! (Le signorine dello 04) [1955] .... Bruna (Giovanna Ralli)
- A kulmi ökör (Der Ochse von Kulm) [1955]
- Elárult szerelem (Salna pavasari) [1956]
- Múló évek (Dom, v kotorom ya zhivu) [1957]
- Fehér vér (Weißes Blut) [1959] .... Eleonore von der Lohe (Christine Laszar)
- A más asszonya (Croquemitoufle) [1959] .... Nénette (Micheline Luccioni)
- Szomjúság (Zhazhda) [1959] .... Mása (Valentina Khmara)
- A sztyeppék csendjében (V stepnoy tishi) [1959] .... Linocska (Vera Petrova)
- Kenyér és rózsák (Khleb i rozy) [1960] .... Lisa (Lyudmila Kasatkina)
- Orkán (Furtuna) [1960] .... (Silvia Popovici)
- A gyilkos (L'assassino) [1961] .... Antonella Nogara (Cristina Gaioni)
- Két élet (Dve zhizni) [1961] .... Frosya (Muza Krepkogorskaya)
- A negyedik négyzet (The Fourth Square) [1961] .... Sandra Martin (Natasha Parry)
- Mi történt Baby Jane-nel? (What Ever Happened to Baby Jane?) [1962] .... Mrs. Bates (Anna Lee)
- San Michele (Axel Munthe - Der Arzt von San Michele) [1962] .... Ebba (María Mahor)
- A sátán temploma (Tempel des Satans) [1962] .... Susan Taylor, fotómodell (Beate Hanspach)
- Szombat esti tánc (Tanz am Sonnabend) [1962]
- Kékszakáll (Landru) [1963]
- Háború és béke - Andrej Bolkonszkij (Voyna i mir I: Andrey Bolkonskiy) [1965] .... Héléne Bezuhova (Irina Skobtseva)
- A háborúnak vége (La guerre est finie) [1966] .... Marie Jude (Anouk Ferjac)
- A bábu (Lalka) [1968]
- De én nem akarok megnősülni! (But I Don't Want to Get Married) [1970] .... Hope (June Lockhart)
- Az ügyvéd (The Lawyer) [1970] .... Ann Greer (Melendy Britt)
- Hotel Plaza (Plaza Suite) [1971] .... Norma Hubley (Lee Grant)
- Halló, itt Iván cár! (Ivan Vasilevich menyaet professiyu) [1973] .... Zinaida Mihajlovna Timofejeva (Natalya Seleznyova)
- Megrázkódtatás (Ordeal) [1973] .... Kay Damian (Diana Muldaur)
- Mi ez, ha nem szerelem? (Esli eto ne lyubov, to shto zhe?) [1974]
- Felkavart víz (The Drowning Pool) [1975] .... Iris (Joanne Woodward)
- Nagy amerikai forgalmi dugó (Gridlock) [1980] .... Louise Gregory (Shelley Fabares)
- Alice Csodaországban (Alisa v strane chudes) [1981]
- Arthur (Arthur) [1981] .... Martha Bach (Geraldine Fitzgerald)

## Díjai, elismerései
- Érdemes művész (1985)
- A Magyar Köztársasági Érdemrend tisztikeresztje (2010)